# Arthur Pillu-Périer
 (septembre 2022).
Si vous disposez d'ouvrages ou d'articles de référence ou si vous connaissez des sites web de qualité traitant du thème abordé ici, merci de compléter l'article en donnant les références utiles à sa vérifiabilité et en les liant à la section « Notes et références ».
Pour les articles homonymes, voir Pillu et Périer.
Arthur Pillu-Périer ou Arthur Périer, né le 6 mai 1985 à New York, est un auteur, acteur et animateur de radio et de télévision français.

## Biographie
Arthur Pillu-Périer est né à New-York, État de New York, aux États-Unis, le 6 mai 1985 et a grandi à Paris.
Il est également parfois appelé par son pseudonyme de radio Turrro.
Il est le fils du photographe Jean-Marie Périer (fils naturel d’Henri Salvador) et de Véronique Chassin.
En 2020, durant le confinement, il crée le compte Instagram Samouraïs avec Jérémie Galan et Clément Fortin. Compte Instagram de mèmes récoltant à ce jour plus de 160 000 abonnés.

## Carrière

### Auteur
En 2006, débute sur NRJ dans l'émission Le 6/9.
En 2008, il continue, en tant qu'auteur, sur Virgin Radio dans l'émission Bruno et Camille
En avril 2009, parallèlement à sa carrière d'animateur radio, il écrit sur l'émission Azap diffusée sur W9 et présentée par Camille Combal.
En 2012, il est auteur sur l'émission Faut pas rater ça ! sur France 4.
En 2013, il rejoint Canal+ et Le Before du Grand Journal présenté par Thomas Thouroude pour les 2 saisons.
En 2016, il co-créé, avec Monsieur Poulpe la version française de Les Recettes Pompettes puis continuera sa collaboration avec Monsieur Poulpe sur Canal+ avec l'émission Crac Crac, une émission mensuelle qui parle de sexualité de manière libre et décomplexée.
De 2019 à 2022, il rejoint NRJ en tant que directeur d'écriture de l'émission C'Cauet et ce pour 3 saisons consécutives.
En 2023, il écrit la série de vidéos intitulées Le Meilleur Duo Evite la Prison pour la chaîne Youtube de Squeezie réalisées par Théodore Bonnet (Episode 1 avec Mister V, Léna Situations et Théo Juice. Episode 2 avec Florent Hauchard, frère de Squeezie.

### Animateur Radio et TV
Il débute en tant qu'assistant antenne sur NRJ dans l'émission Le 6/9 avec Bruno Guillon, Manu Payet, Florian Gazan et Camille Combal.
En 2005, il présente une chronique cinéma sur l'émission La Totale sur NRJ 12.
En 2008, il quitte NRJ pour suivre Bruno Guillon et Camille Combal sur Virgin Radio et participer à leur émission Le 17/20, où il incarne le personnage de « Défi man » et réalise des défis quotidiens à l'antenne.
En août 2009, il officie en tant qu'animateur aux côtés de Bruno Guillon et Christina Guilloton dans Le Morning De Bruno Guillon de Virgin Radio de 5 h 30 à 9 h sous le pseudonyme de « Turrro ».
En août 2010, il quitte Bruno Guillon pour rejoindre Camille Combal et son Orchestre, l'émission de Camille Combal, de 17 h à 19 h, toujours sur Virgin Radio.

### Acteur
En 2013, il participe aux vidéos Roll Shaker sur la chaîne Youtube de Julien Pestel.
En 2019, il tient le rôle de Arnaud dans le film Play d'Anthony Marciano.
En 2022, il joue un auteur dans la série Drôle de Fanny Herrero sur Netflix.

## Filmographie

### Cinéma
- 2020 : Play de Anthony Marciano : Arnaud

### Télévision
- 2023 : Besoin D'Amour de Frédéric Hazan : Client Baston
- 2022 : Drôle (série Netflix) de Fanny Herrero : Maxime
- 2018 : Mike (série télévisée) de Frédéric Hazan : Gamin
- 2018 : Happiness Manager (série digitale) de Gaël Soucheleau : Pierre-Yves

### Courts-métrages
- 2020 : Derrière La Porte de Julien Pestel : Baptiste
- 2013 : La Rencontre de Pierre J. Secondi